# Philippe Jacquin
Pour les articles homonymes, voir Jacquin.
Philippe Jacquin, né à Donville-les-Bains (Manche) le 22 janvier 1942 et mort le 28 septembre 2002 à Villeurbanne, est professeur d’anthropologie américaine à l’université Lumière Lyon 2.

## Parcours
L'historien, ethnologue et anthropologue Philippe Jacquin était avant tout un spécialiste de l’Ouest américain et des Nord-Amérindiens, chez lesquels il a effectué de longs séjours. Il est mort au retour d'une de ces missions.

## Travaux
Il a publié une vingtaine d’ouvrages sur l’Amérique du Nord dont : Les Indiens d’Amérique, (Flammarion, coll. « Dominos ») 1996, La Politique indienne des États-Unis (1830-1890) 1996 et Le peuple américain : origines, immigration, ethnicité, identité 2000. Ce sont des ouvrages de référence sur l'histoire des amérindiens, le métissage des cultures et la conquête de l'Ouest américain.

## Publications
- Histoire des Indiens d'Amérique du Nord, Philippe Jacquin, Payot, 1976, 226 p.
- Les Indiens blancs. Français et Indiens en Amérique du Nord, XVIe – XVIIIe siècles, Philippe Jacquin, Payot, 1987,  (ISBN 2228142301), prix Marie-Eugène Simon-Henri-Martin de l’Académie française en 1988
- Vers l'Ouest. Un nouveau monde, coll. « Découvertes Gallimard / Histoire » (no 25), Philippe Jacquin, Gallimard, 1987,  (ISBN 2070530361)
- Terre indienne, Philippe Jacquin, Éd. Autrement, 1991,  (ISBN 2862603325), 228 p.
- Le Cow-boy. Un Américain entre le mythe et l'histoire, Philippe Jacquin, Albin Michel, 1992,  (ISBN 2226058346)
- Le mythe de l'Ouest : l'Ouest américain et les valeurs de la frontière, Philippe Jacquin et Daniel Royot, Éd. Autrement, 1993,  (ISBN 2862604445), 215 p.
- Les Indiens d'Amérique, Philippe Jacquin, Flammarion, 1996,  (ISBN 2080352261), 126 p.
- La politique indienne des États-Unis (1830-1890), Philippe Jacquin, Éd. Didier Erudition, 1996,  (ISBN 2864602970), 220 p.
- Les Européens et la mer : de la découverte à la colonisation (1455-1860), Patrick Villiers, Philippe Jacquin, Pierre Ragon, Éd. Ellipses Marketing, 1997,  (ISBN 2729857265)
- L'herbe des dieux. Le tabac dans les sociétés indiennes d'Amérique du Nord, Philippe Jacquin, Éd. Musee-Galerie De La Seita, 1997,  (ISBN 2906524662)
- La destinée manifeste des États-Unis au XIXe siècle, Philippe Jacquin et Daniel Royot, Éd. Ploton, 1999,  (ISBN 2841201058), 160 p.
- Le peuple américain : origines, immigration, ethnicité, identité, Philippe Jacquin, Seuil, 2000,  (ISBN 2020412772), 563 p.
- La Terre des Peaux-Rouges, coll. « Découvertes Gallimard / Histoire » (no 14), Philippe Jacquin, Gallimard, 1987, 2000,  (ISBN 2070535231), 159 p.
- Les Indiens, quelle histoire !, Philippe Jacquin et Jean-Marie Michaud, Casterman, 2001,  (ISBN 2203152257), 26 p.
- Sous le pavillon noir. Pirates et flibustiers, coll. « Découvertes Gallimard / Histoire » (no 45), Philippe Jacquin, Gallimard, 2002 (nouvelle édition, première parution en 1988),  (ISBN 2070530663)
- Go West ! Histoire de l'Ouest américain d'hier à aujourd'hui, Philippe Jacquin et Daniel Royot, Flammarion, 2002,  (ISBN 2082118096), 362 p.
- La vie des pionniers au temps de la conquête de l'Ouest, Philippe Jacquin, Larousse, 2002,  (ISBN 2035053463), 192 p.
- Grandes civilisations : Afrique, Amérique, Asie, Europe, Océanie, Philippe Jacquin (Sous la direction de), José Garanger (Sous la direction de), Larousse, 2003,  (ISBN 2035053846), 464 p.
- L'Europe des grands royaumes, Philippe Jacquin, Casterman 2006,  (ISBN 2203157135), 77 p.

## Citations
- « L'Indien " écologiste " est une invention de l'homme blanc »
- « Au XIIIe-XIVe siècle, les Hohokans, vivant dans les régions arides de l'actuel Arizona, avaient élaboré un vaste système de canalisation pour irriguer leurs champs de maïs. Ce faisant, ils déversaient de l'eau fortement saline sur les terres, appauvrissant les sols déjà menacés par de terribles sécheresses. Au bout d'un siècle de ces pratiques agricoles, les Hohokans furent obligés d'abandonner leur territoire. »
- « Le thème traditionnel de l'indigène errant dans une nature vierge, démuni de tout savoir-faire et de toute technologie, mérite d'être revu. »

## Radio
Philippe Jacquin a participé à de nombreuses émissions sur France Culture.

## Distinctions
En hommage à son travail scientifique et littéraire, on lui attribua le prix Corderie Royale–Hermione dont il fut à l’origine.